# Arenas Getxo
Arenas Club (znany też jako Club Arenas de Guecho lub Arenas Club de Getxo) – hiszpański klub piłkarski z siedzibą w miejscowości Getxo, nieopodal Bilbao

## Trofea
- Copa del Rey: 1 (1919)
- Drugie miejsce w Copa del Rey: 3 (1917, 1925, 1927)
- Mistrzostwo Vizcayi: 3 (1919, 1922, 1927)

## Historia
Arenas to jeden z najstarszych klubów piłkarskich w Hiszpanii (założony w 1909 roku jako Arenas Football Club), współzałożyciel ligi hiszpańskiej w 1928 roku. W sezonie 2007/2008 klub występuje w grupie IV Tercera División; domowe mecze rozgrywa na stadionie Municipal de Gobela.

### Sezony w poszczególnych ligach
- Primera División: 7
- Segunda División: 6
- Segunda División B: 1
- Tercera División: 54

### Piłkarze w historii klubu
- Félix Sesúmaga
- Guillermo Gorostiza Paredes
- Raimundo Pérez Lezama
- José María Zárraga
- Javier Iturriaga Arrillaga